# Kargowa
Kargowa (germană Unruhstadt) este un oraș în Polonia. În 2015 avea 3774 de locuitori.